# Pseudoryx
Pseudoryx é um gênero de bovídeo, da subfamília Bovinae, que faz parte da tribo Bovini. O saola (Pseudoryx nghetinhensis) é a única espécie do gênero.